# Tabrett Bethell
Tabrett Bethell (Sydney, 13 maggio 1981) è un'attrice e modella australiana, nota per il ruolo di Cara Mason nella serie televisiva La spada della verità.

## Biografia
Tabrett Bethell, che deve il suo nome a una via di Sydney, Tabrett Street, prima di intraprendere la carriera di attrice cinematografica, televisiva e teatrale, dall'età di 16 anni ha lavorato come modella e come cheerleader per la squadra dei Cronulla-Sutherland nella National Rugby League (NRL).
Ha poi frequentato la scuola di recitazione australiana Leading Film and TV School Screenwise, completandone il programma intensivo a fine 2007. Durante la formazione ha continuato a fare la modella: in particolare ha partecipato e vinto il Neill Grigg, un concorso per apparire sulla copertina del numero di febbraio 2007 del The Daily Telegraph. I suoi primi lavori come attrice includono il ruolo di Amy nel film Anyone You Want (Chiunque tu voglia), e quello di Chris in Strangers Lovers Killers.
Dal 2009 al 2010 la Bethell ha girato la serie televisiva The Legend of the Seeker (La spada della verità), basata sulla saga omonima di Terry Goodkind, interpretando una Mord-Sith denominata Cara Mason. Il personaggio, apparso alla fine della prima stagione per diventare principale nella seconda stagione, ha riscosso un grande successo e le ha procurato un largo seguito di fan. Nel maggio del 2011 è stato annunciato che l'ABC non avrebbe mandato in onda altre stagioni di The Legend Of The Seeker. Da quest'esperienza è nata una forte amicizia con Bridget Regan; nella serie Bridget Regan interpretava Kahlan Amnell, la Madre Depositaria.
Ha poi vestito i panni di Beth in The Clinic - La clinica dei misteri, un thriller del 2010 di James Rabbitts. Nel 2010 ha vinto il premio come miglior attrice per il suo ruolo in Anyone You Want al festival di Manhattan. Nel 2011 Tabrett Bethell è stata scelta per interpretare Sarah Elmira Royster, musa ispiratrice di Edgar Allan Poe e sua amante nel film Poe.
Nel 2013 fa il suo debutto a Bollywood, entrando a far parte del cast di Dhoom 3.

## Filmografia

### Cinema
- Strangers Lovers Killers, regia di Oliver Torr, Ross Wilson e Matt Zeremes (2007)
- Mei Li Johnson (2008)[3]
- The Clinic - La clinica dei misteri (The Clinic), regia di James Rabbitts (2010)
- Anyone You Want, regia di Campbell Graham (2010)
- Dhoom 3, regia di Vijay Krishna Acharya (2013)

### Televisione
- Life Support – serie TV, episodio 1x02 (2001)
- La spada della verità (Legend of the Seeker) – serie TV, 23 episodi (2009-2010) - Cara Mason
- Cops LAC – serie TV, episodio 1x13 (2010)
- Poe, regia di Alex Graves – film TV (2011)
- Mistresses - Amanti (Mistresses) – serie TV, 14 episodi (2015-2016)

### Cortometraggi
- Mr. Right (2007)
- The Swallow, regia di Gabriel Dowrick (2009)
- Sanctuary, regia di Benedict Samuel (2011)
- Oren, regia di Tahyna MacManus (2014)

## Teatro
- Somewhere Between the Sky and the Sea (2008)[4]
- Savage in Limbo (2012)